# Kuomintang Building (Vancouver)
El edificio del Kuomintang (en chino: 國民黨大樓), también conocido como Edificio de la Liga Nacionalista China, es un edificio histórico de cuatro pisos en Vancouver, Columbia Británica, Canadá. Está ubicado en la esquina sureste del Barrio Chino de la ciudad, en la intersección de Gore Avenue y Pender Street. Inaugurado en 1921, originalmente sirvió como sede en el oeste de Canadá del Kuomintang, una organización nacionalista china. La Liga Nacionalista China de Canadá, filial del Kuomintang en el país, fue la propietaria original del edificio. El edificio se ha utilizado históricamente para diversas funciones sociales y comerciales, además de actividades políticas.

## Construcción y arquitectura
El prolífico arquitecto W. E. Sproat diseñó el edificio con el objetivo de crear algo que se destacara en Chinatown para simbolizar su importancia. La construcción se llevó a cabo a lo largo de 1920, en el límite oriental histórico de Chinatown y Vancouver propiamente dicho. El edificio fue inaugurado el 4 de mayo de 1921.
Actualmente, las banderas de Canadá, la República de China y el Kuomintang ondean en el tejado del edificio. Los grandes caracteres chinos tradicionales debajo de las ventanas del cuarto piso indican el antiguo estatus del edificio como sede de la Liga Nacionalista China de Canadá. Anteriormente, el edificio tenía un balcón abierto en la fachada de Gore Avenue, así como una pagoda en esquina en el techo, hasta que fueron eliminados durante un proyecto de restauración en la década de 1980. La mezcla de estilos arquitectónicos chinos y occidentales del edificio era un símbolo de la ubicación del mismo – un punto de encuentro de los mundos oriental y occidental.

## Funciones
El edificio del Kuomintang era un centro de participación local en la política china. Originalmente fue la sede en el oeste de Canadá del homónimo Kuomintang, una organización nacionalista china que surgió del movimiento revolucionario que en 1911 derrocó a la última dinastía imperial de China. El edificio era propiedad de la Liga Nacionalista China de Canadá, filial del Kuomintang en el país, y se convirtió en un lugar de reunión de los partidarios locales de la Revolución de 1911 y más tarde del bando nacionalista durante la guerra civil china.
El edificio ha cumplido históricamente varias otras funciones no políticas. La Escuela Pública China, descrita como «la más importante de varias escuelas chinas que funcionaban en Chinatown», impartió algunas de sus clases dentro del edificio hasta 1953. La escuela fue financiada en parte por el gobierno de la República de China para promover la educación en idioma chino y la cultura china de los niños chinos en el extranjero. Los lugareños también utilizaron el edificio como sede de importantes ceremonias comunitarias. Por ejemplo, Jennie Sam Song y David Chue, la primera pareja casada por la Misión Metodista China en Vancouver, eligieron el Edificio Kuomintang como lugar para la recepción de su boda en 1921. La planta baja ha albergado históricamente varias tiendas de alimentación al por mayor.

## Reconocimiento
El edificio del Kuomintang figura con el número 2744 en el Registro Canadiense de Lugares Históricos.

## En los medios
La novela The Jade Peony del autor canadiense Wayson Choy de 1995 está ambientada en el barrio chino de Vancouver en la década de 1930. La historia presenta una empresa ficticia llamada «American Steam Cleaners» que está ubicada dentro del edificio Kuomintang.